# Deleni (Constanța)
Deleni é uma comuna romena localizada no distrito de Constanţa, na região de Dobruja. A comuna possui uma área de 178.88 km² e sua população era de 2428 habitantes segundo o censo de 2007.